# المدور دل ریو
المدور دل ریو (به اسپانیایی: Almodóvar del Río) یک شهرستان در اسپانیا است که در اندلس واقع شده‌است.